# Kintampo North Municipal District
Der Kintampo North Municipal District ist ein Distrikt im Zentrum Ghanas in der Bono East Region gelegen und grenzt an die Distrikte Kintampo South und  Pru in der Bono East Region. Ferner grenzt er an die Savannah Region mit den Distrikten Bole, Central Goja und East Gonja. „Chief Exekutive“ über den 5108 km² großen Distrikt ist Awudulai Razak mit dem Sitz in der Distrikthauptstadt Kintampo.

## Geographie
Der Distrikt liegt in den Ausläufern des Volta-Becken auf einer durchschnittlichen Höhe von 60 bis 150 Metern über dem Meeresspiegel. Wichtige Flüsse im Distrikt sind der Fra, Urukwain, Nyamba, Oyoko, Nante, Pumpum und Tanfi. Alle Flüsse durchfließen den Distrikt im Westen und münden bei Buipe in den Schwarzen Volta. Auch einige Wasserfälle sind im Distrikt interessante Ausflugsziele für Touristen wie der Fuller Falls am Oyoko River und der Kintampo Fall am Pumpum River. 
Das Klima des Distriktes zeichnet sich durch seine Lage zwischen der Savanne und dem tropischen Klima aus. Insgesamt herrscht hier ein wechselfeuchtes Klima mit einem jährlichen Regenfall zwischen 1400 mm und 1800 mm im Jahresmittel, der in zwei Regenzeiten fällt. Jahreshöchsttemperaturen herrschen regelmäßig mit ca. 30 Grad im März; der kälteste Monat ist August mit einer Durchschnittstemperatur von 24 Grad. Auch in den Trockenzeiten herrscht eine Luftfeuchtigkeit zwischen 75 und 80 Prozent.

## Bevölkerung
Schätzungen zufolge lebten 2002 96.538 Menschen im Distrikt. Traditionell existieren auf dem Gebiet des Distrikts zwei Herrschaftsgebiete von Oberhäuptlingen (Paramountcies) mit dem Nkrwanzamanhene sowie dem Momanhene. Wichtige Bevölkerungsgruppe sind die Mo (auch Deg genannt) und die Nkoranza als traditionelle Bewohner des Landesteils. Ferner leben hier Akan, Ewe und Ga sowie einige Stämme aus dem Norden des Landes. Mit 62,2 Prozent ist das Christentum in der Bevölkerung die stärkste Religionsgemeinschaft, gefolgt von den Muslimen mit 29,6 Prozent sowie den Anhängern der traditionellen Religionen mit 8,2 Prozent.

## Wirtschaft
Die Wirtschaft im Kintampo North District basiert ganz wesentlich auf dem Landwirtschaftssektor. Über 71 Prozent der Bevölkerung sind in der Landwirtschaft beschäftigt. Vor allem Yam, Mais, Kassava, Reis, Kochbananen, Bohnen, Tomaten, Cashew, Mango, Tomaten, Zwiebeln, Wassermelonen und Sojabohnen werden angebaut. 
Wochenmärkte werden in Kintampo, Babatorkuma, Dawadawa, Gulumpe und New Longoro abgehalten. Lediglich die Märkte in Kintampo und Babatorkuma finden in gut ausgebauten Örtlichkeiten statt. Im Distrikt sind die Ghana Commercial Bank Ltd., National Investment Bank sowie die Kintampo Rural Bank tätig.

## Bildung
Von der Gesamtbevölkerung haben 42 Prozent noch niemals im Leben eine Schule besucht. Weitere 47 Prozent hatten neben einer Grundschulbildung auch einen Mittelschulausbildung.  Lediglich 10,4 Prozent der Bevölkerung haben eine höhere Schulbildung abgeschlossen und 0,4 Prozent haben einen Universitäts- oder anderen Hochschulabschluss. Insgesamt liegt die Alphabetisierungsquote mit 58,4 Prozent weit unter dem nationalen Durchschnitt von 67 Prozent. 
Fast 40 Prozent der Lehrer haben eine berufsspezifische Ausbildung.

## Gesundheit
In Kintampo North stehen der Bevölkerung ein Krankenhaus, zwei Gesundheitszentren, zwei ländliche Kliniken, eine Gesundheitsstation und ein Geburtshaus zur Verfügung. Auf einen Arzt entfallen 45.423 Menschen, also sind lediglich zwei Ärzte im Distrikt tätig. Der nationale Durchschnitt liegt hier bei 20.000 Patienten und einem Arzt. Auf eine Krankenschwester entfallen statistisch 4.781 Patienten. 
Die Geburten belaufen sich auf durchschnittlich 5,2 pro Frau, die Müttersterblichkeit liegt mit 450 Frauen bei 100.000 Geburten mehr als doppelt so hoch wie der nationale Durchschnitt (210/100.000). Die Kindersterblichkeit liegt bei 6,5 Prozent. Im gesamten Distrikt sind 15.825 am 31. Oktober 2006 Mitglied einer Krankenversicherung gewesen.

## Wahlkreise
Im Distrikt Kintampo North wurde ein gleichnamiger Wahlkreis eingerichtet in dem Stephan Kunsu für die New Patriotic Party (NPP) bei den Parlamentswahlen 2004 den Sitz im ghanaischen Parlament errang. 

## Wichtige Ortschaften
| - Babatokuma - Kintampo - Gulumpe - Portor - Kawampe | - Kadelso - Dawadawa No.2 - Busuama - Kunsu - New Longoro |